# Феррандина
Феррандина (итал. Ferrandina) — коммуна в Италии, расположена в регионе Базиликата, подчиняется административному центру Матера.
Население составляет 9329 человек (на 2004 г.), плотность населения составляет 43 чел./км². Занимает площадь 215 км². Почтовый индекс — 75013. Телефонный код — 0835.
Покровителем населённого пункта считается святой Рох. Праздник ежегодно празднуется 16 августа.